# Evezés a 2010. évi nyári ifjúsági olimpiai játékokon
A 2010. évi nyári ifjúsági olimpiai játékokon az evezés versenyszámainak Szingapúrban a Marina Reservoir adott otthont augusztus 15. és 18. között. A fiúknál és a lányoknál is egypárevezős és kétpárevezős versenyszámokban avattak ifjúsági olimpiai bajnokot, így összesen 4 versenyszámot rendeztek.
A versenyszámok távja 1000 méter volt.

## Éremtáblázat
(Az egyes számoszlopok legmagasabb értékei vastagítással kiemelve.)
| A 2010. évi nyári ifjúsági olimpiai játékok éremtáblázata evezésben | A 2010. évi nyári ifjúsági olimpiai játékok éremtáblázata evezésben | A 2010. évi nyári ifjúsági olimpiai játékok éremtáblázata evezésben | A 2010. évi nyári ifjúsági olimpiai játékok éremtáblázata evezésben | A 2010. évi nyári ifjúsági olimpiai játékok éremtáblázata evezésben | Olimpia  |
| ------------------------------------------------------------------- | ------------------------------------------------------------------- | ------------------------------------------------------------------- | ------------------------------------------------------------------- | ------------------------------------------------------------------- | -------- |
|                                                                     | Ország                                                              | Arany                                                               | Ezüst                                                               | Bronz                                                               | Összesen |
| 1.                                                                  | Németország (GER)                                                   | 1                                                                   | 1                                                                   | 0                                                                   | 2        |
| 2.                                                                  | Litvánia (LTU)                                                      | 1                                                                   | 0                                                                   | 0                                                                   | 1        |
| 2.                                                                  | Nagy-Britannia (GBR)                                                | 1                                                                   | 0                                                                   | 0                                                                   | 1        |
| 2.                                                                  | Szlovénia (SLO)                                                     | 1                                                                   | 0                                                                   | 0                                                                   | 1        |
|                                                                     |                                                                     |                                                                     |                                                                     |                                                                     |          |
| 5.                                                                  | Ausztrália (AUS)                                                    | 0                                                                   | 1                                                                   | 1                                                                   | 2        |
| 5.                                                                  | Görögország (GRE)                                                   | 0                                                                   | 1                                                                   | 1                                                                   | 2        |
| 7.                                                                  | Ukrajna (UKR)                                                       | 0                                                                   | 1                                                                   | 0                                                                   | 1        |
|                                                                     |                                                                     |                                                                     |                                                                     |                                                                     |          |
| 8.                                                                  | Franciaország (FRA)                                                 | 0                                                                   | 0                                                                   | 1                                                                   | 1        |
| 8.                                                                  | Románia (ROU)                                                       | 0                                                                   | 0                                                                   | 1                                                                   | 1        |
|                                                                     |                                                                     |                                                                     |                                                                     |                                                                     |          |
| Összesen                                                            | Összesen                                                            | 4                                                                   | 4                                                                   | 4                                                                   | 12       |

## Érmesek

### Fiú
| Versenyszám                              | Arany                                         | Arany   | Ezüst                                                          | Ezüst   | Bronz                                             | Bronz   |
| ---------------------------------------- | --------------------------------------------- | ------- | -------------------------------------------------------------- | ------- | ------------------------------------------------- | ------- |
| Egypárevezős Döntő: augusztus 18., 11:40 | Rolandas Mascnskas · Litvánia (LTU)           | 3:13.82 | Felix Bach · Németország (GER)                                 | 3:16.23 | Ioan Prundeanu · Románia (ROU)                    | 3:19.11 |
| Kétpárevezős Döntő: augusztus 18., 12:00 | Szlovénia (SLO) · Jure Grace · Grega Domanjko | 3:05.65 | Görögország (GRE) · Michalis Nostopoulos · Apostolos Lampridis | 3:06.85 | Ausztrália (AUS) · Matthew Cochiran · David Watts | 3:07.52 |

### Lány
| Versenyszám                              | Arany                                                         | Arany   | Ezüst                                             | Ezüst   | Bronz                                                 | Bronz   |
| ---------------------------------------- | ------------------------------------------------------------- | ------- | ------------------------------------------------- | ------- | ----------------------------------------------------- | ------- |
| Egypárevezős Döntő: augusztus 18., 11:30 | Judit Sievers · Németország (GER)                             | 3:44.21 | Nataliia Kovalova · Ukrajna (UKR)                 | 3:44.63 | Noemie Kober · Franciaország (FRA)                    | 3:44.80 |
| Kétpárevezős Döntő: augusztus 18., 11:50 | Nagy-Britannia (GBR) · Georgia Howard-Merrill · Fiona Gammond | 3:28.60 | Ausztrália (AUS) · Emma Basher · Olympia Aldersey | 3:29.34 | Görögország (GRE) · Eleni Diamanti · Lydia Ntalamagka | 3:29.37 |